# Heiligkreuzkirche (Frankenbach)
Die Heiligkreuzkirche bestand von 1474 bis 1945 im Heilbronner Stadtteil Frankenbach.

## Geschichte
Eine Kapelle stammt aus dem Hochmittelalter und wurde erstmals 1475 mit der Erwähnung eines Geistlichen urkundlich erwähnt. In den Jahren 1715 bis 1718 erfolgte ein Kirchen-Neubau, der im Zweiten Weltkrieg zerstört wurde.